# 约翰·牛顿
約翰·牛頓（英語：John Newton，1725年7月24日—1807年12月21日）是一名英格蘭聖公會牧師。之前從事大西洋黑奴贸易，在信基督教並放棄其生意之後，寫出了著名的讚美詩〈奇異恩典〉（Amazing Grace）。

## 早年生活
1725年7月24日，约翰·牛顿出生于英国伦敦，父親是从事地中海贸易的船长。母親卡特利夫·伊麗莎白是不從國教者，以基督教的信仰來教育他，為的是希望约翰·牛顿長大後能夠從事聖職，所以他從小就懂得背誦教會問答及許多艾萨克·瓦茨的聖詩。母親在他七歲時就辭世，但對牛頓一生有極大無比的影響。从11岁开始，牛顿跟随父亲一起出海。牛顿曾和他父亲共同出海6次直到1742年他父亲退休。之后牛顿的父亲打算让他到牙买加的一个糖料种植园工作，但是牛顿的选择是和一艘地中海商船签约，继续航海。1743年，在去看望朋友的途中，牛顿被俘虏并且被强制参加了皇家海军。一开始牛顿被任命为“哈维奇”号的海军准尉，但是牛顿试图逃跑，结果没有成功。在350名船员之前，牛顿光着膀子被捆在栅栏上接收鞭刑，同时被降级为普通水手。
“哈维奇”号航行到印度途中，牛顿被转送给贩奴船佩加索斯。佩加索斯正向西非航行，用货物交换黑奴，运往英格兰和其他国家。在佩加索斯号，牛顿依然不断地给船员制造麻烦。最后，船上的人忍无可忍，将牛顿卖给西非的一个奴隶贩子阿莫斯·克洛，受尽虐待，一直到1748年，牛顿父亲委托一位船长找到牛顿并将他营救出来。1750年牛顿和与他青梅竹马的玛丽·卡特利特结婚。

## 歸於基督
1748年牛顿随商船葛瑞杭德號返回英格兰，在这次航行中，牛顿经历了一次的精神转变。 在多尼戈尔海岸附近，商船遇到了严重的风暴，几乎沉没。牛顿半夜醒来时，船已经进水，此时牛顿大声地向神呼喊。神奇的是，在牛顿呼喊之后，船上的货物倒下来，恰巧堵住进水的洞，船只转危为安。牛顿深受震撼，开始转向福音神学，阅读圣经和其它宗教书籍。此后，牛顿不再亵渎上帝，戒掉了赌博、酗酒等恶习。但是后来牛顿认为，这次的精神转变还不是真正的转变。此后牛顿继续从事贩卖奴隶的生意，但是他开始同情奴隶。
1748年牛顿在父亲的帮助下，牛顿成为贩奴船布朗洛的大副，在西印度群岛和几内亚海岸之间往来贩卖奴隶。期间牛顿生了一场重病，高烧不退，他终于彻底信奉基督教信仰，请求神完全接管他的命运。牛顿后来认为，这是他真正的精神转变，最终获得灵魂的安宁。
此後牛顿继续贩奴生意。1750年返回英格兰后，牛顿作为船长，参加了阿盖尔公爵号 （1750）和亞非利加号（1752–1753；1753–1754）的三次贩奴航行。1754年8月，在和妻子喝下午茶时，他突然癲癇發作，全身癱軟，這次發作持續了約一小時，之後便經常性地暈眩和頭痛，醫生認為是他在非洲时染病引起的，認為他的身体狀況不宜再出海，隔天他便辭去了船長的職務。 

## 反對蓄奴制度

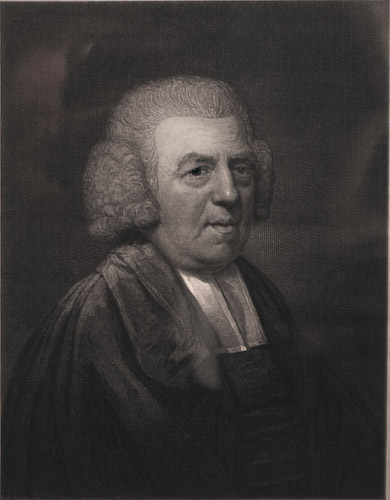
1807 年出版的約翰牛頓的畫作

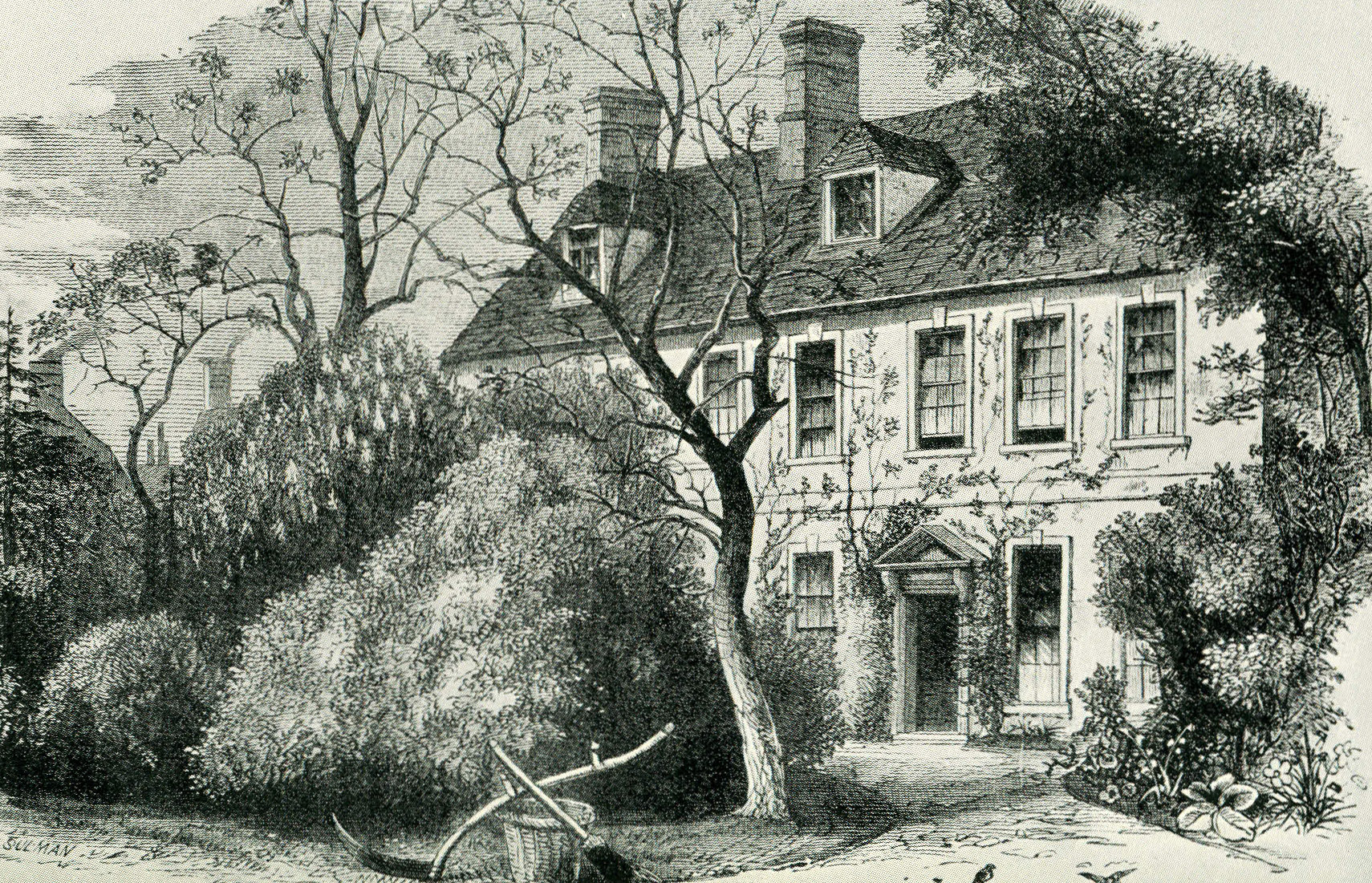
約翰的助理牧師住宅 。在此處寫了後來成為《奇異恩典》的讚美詩

1764年牛顿开始在聖公會擔任聖職，此時他為自己過去的販奴深切地悔改。並將餘生投入廢奴運動上。此后終身致力於反對蓄奴制度。當他請求任聖職之時，考試委員認為他不學無術而拒不受理，但經過倫敦主教詳細考驗之後，才發現他精通拉丁文及希臘文，並且滿腹經綸。他也是詩人，寫過多首感動人心的讚美詩。1787年，約翰·牛頓寫了一本深具影響力的小冊來支持廢奴運動，以圖解的方式描繪黑奴遭受慘絕人寰的對待，以及自己過去如何參與在這項罪中。此時他也更積極加入這個廢奴運動。 1807年2月，英國終於通過廢奴法案，這個大好的消息讓幾近瞎眼的約翰．牛頓在喜樂中主懷安息。他為自己寫了一座墓誌銘：『约翰·牛顿牧師，從前是一個犯罪作惡、不信上帝的人，曾在非洲作奴隸之僕，但藉著救主耶穌基督的豐盛憐憫，得蒙保守並赦免，指派宣傳福音。』他曾交代後人，除此墓碑以外，其他的紀念物都不要，但他所寫的聖詩比任何紀念物具有不朽的價值，最有名的是奇異恩典。以外，還有數首詩歌流傳於世，如郇城歌(Glorious Things of Thee are Spoken)。
- 奇異恩典（Amazing Grace！how sweet the sound）
- 耶稣这名甜美芬芳（How sweet the Name of Jesus sounds）
- 当我不见基督容华（How tedious and tasteless the hours）